# Pardasena
Pardasena is een geslacht van vlinders van de familie visstaartjes (Nolidae).

## Soorten
- P. atmocyma D.S. Fletcher, 1961
- P. atripuncta Hampson, 1912
- P. beauvallonensis Legrand, 1966
- P. fletcheri Berio, 1977
- P. lativia Hampson, 1912
- P. melanosticta Hampson, 1912
- P. minorella Walker, 1866
- P. miochroa (Hampson, 1905)
- P. nolalana Berio, 1957
- P. punctata Hampson, 1902
- P. punctilinea Hampson, 1918
- P. roeselioides (Walker, 1858)
- P. verna (Hampson, 1902)
- P. virgulana (Mabille, 1880)